# Котелов, Константин Иванович
Константин Иванович Котелов (1863—1919) — российский физик, метеоролог, педагог.

## Биография
Родился 1 августа 1863 года в Казани в дворянской семье. По окончании курса в Казанской 1-й гимназии поступил в Казанский университет на физико-математический факультет, где окончил курс в 1890 году со степенью кандидата. В 1891 году оставлен на два года при университете для подготовления к профессорскому званию по кафедре физики и метеорологии. С этих пор начинаются его занятия в метеорологическом кабинете, где, между прочими занятиями, помогал в ведении практики для студентов.
Одновременно состоял наблюдателем Казанской магнитно-метеорологической обсерватории. В 1892 году назначен физиком в Петербургскую главную физическую обсерваторию. Возвратившись весной 1893 года из Петербурга в Казань, продолжал заниматься в физическом кабинете, а затем был назначен сверхштатным лаборантом при магнитно-метеорологической обсерватории, состоя одновременно преподавателем физики в Казанском пехотном юнкерском училище и преподавателем математики в Казанском Родионовском институте благородных девиц.
В 1901 году по выдержании магистерского экзамена и по прочтении двух пробных лекций, утверждён в звании приват-доцента по метеорологии и физической географии. В течение трёх семестров (осеннего 1901, весеннего и осеннего 1902), исполняя и прежние обязанности, читал курс синоптической метеорологии. 
В 1901 подготовил работы, посвящённые описанию комплексных климатических характеристик восточных губерний России. Сотрудничал с казанской газетой «Волжский Вестник».
В октябре 1902 года совет Екатеринославского высшего горного училища выбрал Котелова преподавателем физики. С января 1903 года начал преподавание в этом высшем учебном заведении, будучи в декабре 1903 года избран советом экстраординарным профессором физики. 
Заведующий кафедрой физики Екатеринославского горного училища (с 1912 года — Екатеринославского горного института). В 1903—1918 гг. руководил также физической лабораторией института.
Скончался в 1919 году.

## Научные труды
- Котелов К. Особый вид разложения голоморфной функции в бесконечное произведение. — Казань: тип. Ун-та, 1889.
- Котелов К. Конспект по метеорологии. Лекции 1—4. — Казань: Типо-лит. Университета, 1895.
- Котелов К. К характеристике казанских зим // Метеорологический вестник. 1899. № 11. (Выпущена также отдельной брошюрой в Казани в 1899.)
- Котелов К. Метеорологическая характеристика Востока России за 1898 г. — Казань: Типо-лит. Университета, 1901.
- Котелов К. Метеорологическая характеристика Востока России за 1899 г. — Казань: Типо-лит. Университета, 1902.
- Котелов К. Климат // Материалы к оценке земель Екатеринославской губернии. Естественно-историческая часть. Вып. 1. Мариупольский уезд. — Екатеринослав, 1904.
- Котелов К. Климат Екатеринославской губернии // Сборник научного общества. — Екатеринослав, 1905.
- Котелов К. И. Несколько данных для электроатмосферного поля на юге России во время полного солнечного затмения 8 (21) августа 1914 г. // Журнал Русского физико-химического общества. Сер. физ. — 1915. — Т. 47.
- «Об электромагнитном поле»
- «Радий и электроны»
- «О ливнях»
- «Материализация электронов»